# Sants canonitzats per Joan XXIII
La llista de sants canonitzats pel papa Joan XXIII és la relació dels deu sants que aquest papa va canonitzar durant els cinc anys de papat entre el 1958 i el 1963.
| N.  | Sant                         | Data de canonització  | Lloc de canonització  |
| --- | ---------------------------- | --------------------- | --------------------- |
| 1.  | Carles de Sezze              | 12 d'abril de 1959    | Basílica de Sant Pere |
| 2.  | Joaquima de Vedruna i Vidal  | 12 d'abril de 1959    | Basílica de Sant Pere |
| 3.  | Gregorio Barbarigo           | 26 de maig de 1960    | Basílica de Sant Pere |
| 4.  | Joan de Ribera               | 12 de juny de 1960    | Basílica de Sant Pere |
| 5.  | Maria Bertila Boscardin      | 11 de maig de 1961    | Basílica de Sant Pere |
| 6.  | Martí de Porres              | 6 de maig de 1962     | Basílica de Sant Pere |
| 7.  | Antoni Maria Pucci           | 9 de desembre de 1962 | Basílica de Sant Pere |
| 8.  | Francesc Maria de Camporosso | 9 de desembre de 1962 | Basílica de Sant Pere |
| 9.  | Pierre-Julien Eymard         | 9 de desembre de 1962 | Basílica de Sant Pere |
| 10. | Vincent Pallottii            | 20 de gener de 1963   | Basílica de Sant Pere |